# Лазе-при-Боштаню
Лазе-при-Боштаню (словен. Laze pri Boštanju) — поселення в общині Севниця, Споднєпосавський регіон, Словенія. Висота над рівнем моря: 565,8 м.